# Albert Lancaster
Albert Benoît Marie Lancaster, född 24 maj 1849 i Mons, död 4 februari 1908 i Uccle, var en belgisk meteorolog och bibliograf.
Lancaster anställdes 1875 som meteorolog vid observatoriet i Bryssel och blev 1898 direktör för den meteorologiska avdelningen vid observatoriet i Uccle. Förutom genom meteorologiska avhandlingar i vetenskapliga tidskrifter blev han även berömd för den tillsammans med Jean-Charles Houzeau utarbetade Bibliographie générale de l'astronomie jusqu'en 1880, I-II (Bryssel 1882-89). Vid sin bortgång var Lancaster huvudredaktör för tidskriften "Ciel et Terre", som han var med om att grunda 1880.